# Heinrich Abel
Heinrich Josef Maria Abel SJ (* 15. Dezember 1843 in Passau; † 23. November 1926 in Wien) war ein deutscher Priester und Jesuit. Ab den 1890er-Jahren wirkte er vor allem in Wien als erfolgreicher Prediger und Gründer von Kongregationen. Da der Katholik sich hauptsächlich an Männer wandte, erhielt er den Beinamen „Männerapostel von Wien“. Sein Wirken war von einem Antisemitismus christlichsozialer Prägung gekennzeichnet.

## Leben
Abel wurde als Sohn eines Zollbeamten in Passau geboren und wuchs in der Stadt auf. Er trat mit 20 Jahren in den Jesuitenorden ein und wirkte bis 1891 als Erzieher und Lehrer, hauptsächlich für Geschichte, im Jesuitenkolleg Kalksburg bei Wien. Er war der Neffe von Karl von Abel.
Im Jahr 1876 war er maßgeblich an der Gründung der katholischen Studentenverbindung K.Ö.St.V. Austria Wien beteiligt und wurde später auch Ehrenmitglied der K.Ö.St.V. Rudolfina Wien, beide im ÖCV. 1890 rief er die „Marianische Kongregation Mater Admirabilis für Kaufleute“ ins Leben, die seine bedeutendste Gründung war. Im Laufe der Jahre kamen noch zahlreiche weitere Kongregationsgründungen hinzu, etwa für Mittelschüler, Arbeiter oder für Frauen von Kaufleuten.
Im Jahr 1891 begann Abel mit seinen legendären Männerpredigten in Wien, schließlich regte er jährliche Männerwallfahrten nach Mariazell ab dem Jahr 1893 sowie nach Klosterneuburg ab dem Jahr 1904 an.
Nach seinem Tod am 23. November 1926 wurde Pater Abel in der Loretokapelle der Wiener Augustinerkirche bestattet, dem Versammlungsort der von ihm gegründeten „Marianischen Kongregation Mater Admirabilis für Kaufleute“.

## Bedeutung

### Prediger

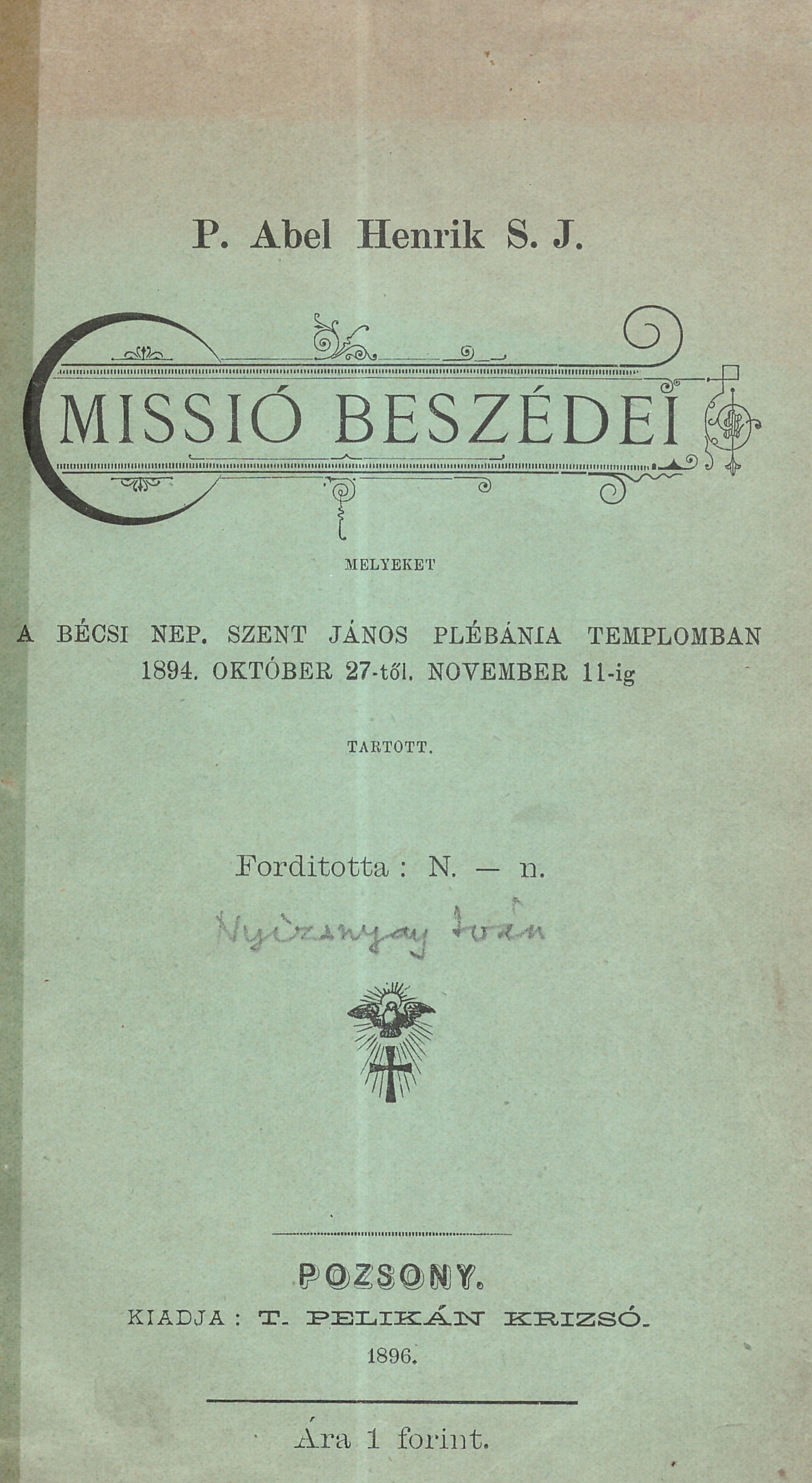
Missionsreden (ungarische Ausgabe)

Abel war berühmt für seine volkstümlichen, außerordentlich gut besuchten Predigten, die er hauptsächlich in Wien (St. Augustin) hielt, aber auch bei „Volksmissionen“ im gesamten Gebiet der Monarchie, insbesondere in den sogenannten Sudetenländern.

### Christlichsoziale Bewegung
Abel war maßgeblich am Durchbruch der christlichsozialen Partei unter Karl Lueger beteiligt. Der christlichsoziale Publizist Friedrich Funder schrieb: „Luegers Führung ergänzten in dieser Volksbewegung Prinz Alois Liechtenstein und P. Heinrich Abel. Der Erfolg keiner der dreien ist ohne den Erfolg der anderen denkbar.“
Brigitte Hamann nennt Abel „Luegers erfolgreichsten Helfer“. Gleichzeitig unterhielt Abel gute Kontakte zum kaiserlichen Hof, der den Christlichsozialen eigentlich feindlich gegenüberstand, ein Umstand, der auf Abels diplomatisches Geschick hinweist. Am engsten war Abels Verhältnis zur Kaisertochter Marie Valerie. Ebenso bestätigt ein Zitat des deutschen Gesandten Eulenburg aus dem Jahr 1897 Abels Präsenz am Hof. Eulenburg bezeichnet Abel in einem Bericht nach Berlin als „sehr genial“, jedoch seine, den „Klerikalismus“ fördernde Präsenz am Hof auch als „sehr gefährlich“.
Abels Nähe zur christlichsozialen Bewegung wird zunächst sichtbar an seiner Orientierung am Kleinbürgertum. So spielte die Kaufleutekongregation die wichtigste Rolle innerhalb aller Abelschen Gründungen, etwa als Trägerin der Wallfahrten nach Mariazell. Weiters sind Abels Predigten von einer sozialen Rhetorik geprägt, die die Nähe zu den Christlichsozialen deutlich macht. Und schließlich verbindet ihn mit Lueger und den Christlichsozialen der Antisemitismus.

### Politischer Antisemitismus
Friedrich Heer, Erika Weinzierl, Brigitte Hamann, Peter Pulzer und andere charakterisieren Abels Wirken als antisemitisch. Bemerkungen gegen das Judentum gehörten ohne Zweifel zum Standardrepertoire der Abelschen Predigten.
Im Jahr 1899 rief Abel seine Zuhörer in der Wiener Augustinerkirche dazu auf, an der Osterprozession teilzunehmen, und begründete diesen Aufruf mit: „Möge das der Protest sein, den wir christliche Männer gegen die Juden und diejenigen erheben, von denen Christus der Herr gesagt hat: Wehe Euch, Ihr Juden und Pharisäer, und Ihr, die Ihr überall Proselyten macht, die noch vielmals schlechter sind als ihr selbst!“
Abels Vater schlug einmal einen Juden mit einem Stock, der erst an eine Baronin Tschovanelli versteigert wurde. Die gab ihn später an Abel, der sich wiederum rühmte, diesen Stock dem hochrangigen, christlichsozialen Politiker „Dr. Psenner als wackerem Antisemiten zum Geschenk“ gemacht zu haben.
Schließlich existiert eine Quelle – ein Brief des Privatgelehrten Arthur Kaufmann an seinen Freund, den Schriftsteller Arthur Schnitzler –, wonach Abel im Jahr 1918 in Mariazell auch zur Ausrottung der Juden aufrief.

## Gedenken

### Denkmäler und Erinnerungstafeln

Pater Abel Denkmal in Mariazell. Abel führt einen jungen Mann. Am Sockel die 2009 angebrachte Zusatztafel

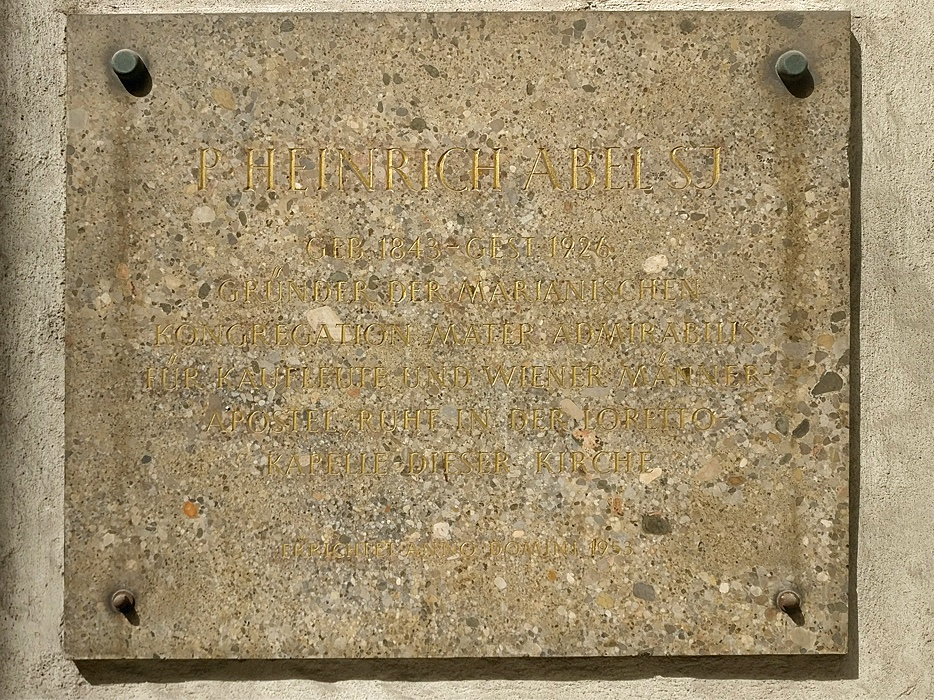
Gedenktafel an der Augustinerkirche in Wien

- Klosterneuburg: Erinnerungstafel in der Stiftskirche.
- Mariazell: 1928 wurde ein Denkmal für Abel errichtet.[16] Am 28. Mai 2009 wurde durch die „Provinz der österreichischen Jesuiten“ eine Zusatztafel mit einem erklärenden Text angebracht, der in Inhalt der Zusatztafel auf beim Abel-Gedenkstein in der Wiener Augustinerkirche entspricht.[17]
- Passau: Erinnerungstafel an Abels Geburtshaus am Haus Domplatz 5.
- Wien, Innere Stadt: 1937 wurde auf dem heutigen Dr.-Ignaz-Seipel-Platz ein Abel-Denkmal eingeweiht, das aber im Krieg zerstört und nicht wieder aufgebaut wurde.[18]
- Wien, Innere Stadt: 1953 wurde eine Erinnerungstafel an der Außenmauer der Augustinerkirche in der Augustinerstraße 7 errichtet. Diese trägt die Inschrift „P. Heinrich Abel SJ / geb. 1843 gest. 1926 / Gründer der Marianischen Kongregation / Mater Admirabilis für Kaufleute / und Wiener Männerapostel / ruht in der Lorettokapelle dieser Kirche / Errichtet Anno Domini 1953“[19]
- Wien, Innere Stadt: Abel-Gedenkstein in der Loretokapelle der Augustinerkirche. Am 2. Dezember 2008 wurde beim Abel-Gedenkstein in der Augustinerkirche eine kommentierende Zusatztafel durch die „Provinz der österreichischen Jesuiten“ errichtet. Darauf wird auf Abels Antisemitismus hingewiesen, es werden Gott und die Juden um Vergebung ersucht und dem Wunsch nach einer aufrichtigen und respektvollen Beziehung zum Volk des Ersten Bundes Ausdruck verliehen.[20] Am 28. Mai 2009 wurde auch am Denkmal in Mariazell eine Zusatztafel mit einem gleichlautenden Text angebracht.[17]
- Wien, Josefstadt:  In der Einfahrt zum Gebäude der Confraternität, 1080 Wien, Skodagasse 32, Abels Wohn- und Sterbehaus (er verbrachte hier die Jahre von 1895 bis zu seinem Tod 1926), erinnert eine Gedenktafel an ihn.[21]

### Benennungen
- Klosterneuburg: „Pater-Abel-Straße“.
- Mariazell: „Pater-Heinrich-Abel-Platz“.
- Wien: Der heutige Friedrich-Engels-Platz hieß von 1934 bis 1946 „Pater-Abel-Platz“.